# 克里斯托弗·加兹登
克里斯托弗·加兹登（1724年2月16日—1805年8月28日），美国政治家、商人，独立战争期间南卡罗来纳州爱国者运动的主要领导人，大陆会议代表、大陆军一星准将、南卡羅來納州副州長。他亦是加兹登旗帜的设计者和《大陆联盟》的签署人之一。

## 早年經歷
1724年，加兹登出生于南卡罗来纳州查尔斯顿。他的父親托马斯·加兹登（Thomas Gadsden，生于 1701 年），是查尔斯顿港海關的一名关税员，此前曾在英國皇家海军服役；他的祖父爱德华·加兹登 (Edward Gadsden) 1672 年出生于英格蘭威尔特郡，1695 年移居南卡罗来纳州。加茲登青少年時期被送往英格蘭布里斯托尔附近的学校就讀，1740年他回到美国，在宾夕法尼亚州费城的一家会计所当学徒。1741 年加茲登的父母去世，他因此继承了一大笔遺產。 1745年至1746年喬治王戰爭期间，他在一艘英国军舰上担任乘务长。在此期間，他开始从事商业投资，並獲得足够的回報。1747年，加茲登利用投資賺得的錢返回南卡罗来纳州，买回當年他父亲為還債而出售的土地。1750年前後，加茲登在南卡罗来纳乔治敦建造了贝内文图姆种植园。

### 七年战争
加兹登在查尔斯顿以商人和爱国者的身份开始崭露头角。他生意兴隆，并在查尔斯顿建造了以自己名字命名的码头。据估计，1767年至1787年及1803年至1808年期间，40%的非洲奴隶（约10万被奴役者）都是通过加茲登的码头進入美国的 。1759年，在对切罗基人的一次远征行动中，他担任民兵连连长。1757年，他首次当选为下议院议员，开启了与殖民地总督間的长期摩擦。1762年加兹登再次当选下议院议员，但由于投票中存在轻微违规行为，导致总督布恩拒绝为他主持就职宣誓儀式，并解散了整个下议院。人们因此认为总督权力过大，这导致了南卡罗来纳州后来發展出立法权凌驾于行政权之上的政治文化。

### 在纽约期间
1766 年，议会任命加茲登为代表之一，參加位於纽约市的抗议印花法令大會。同为代表的托马斯·林奇（Thomas Lynch）和约翰·拉特里奇（John Rutledge）分别在起草向上议院和下议院发出的上訴书的委员会任職，但加兹登拒绝了任何此类任务，因为他认为英国议会在此事上没有干涉的权利。他直言不讳地支持国会制定的《權利和不滿宣言》。他的演讲引起了马萨诸塞州塞缪尔·亚当斯的注意，两人從此开始了长期的通信和友谊，加兹登也因此在後來被称为“南方的山姆·亚当斯”。从加兹登的影响力和他对捍卫美洲自治的长期努力使得他于1774年成功当选第一届大陆会议代表，并于次年当选第二屆大陸會議代表。

## 革命岁月
1776年初，加茲登离开国会，返回南卡羅萊納，担任大陆军南卡罗来纳第一团上校（Colonel of the First Regiment），并在南卡省議會任职。在此期间他参与起草了南卡罗来纳州1776年宪法。他在民兵武裝中已晋升为中校。

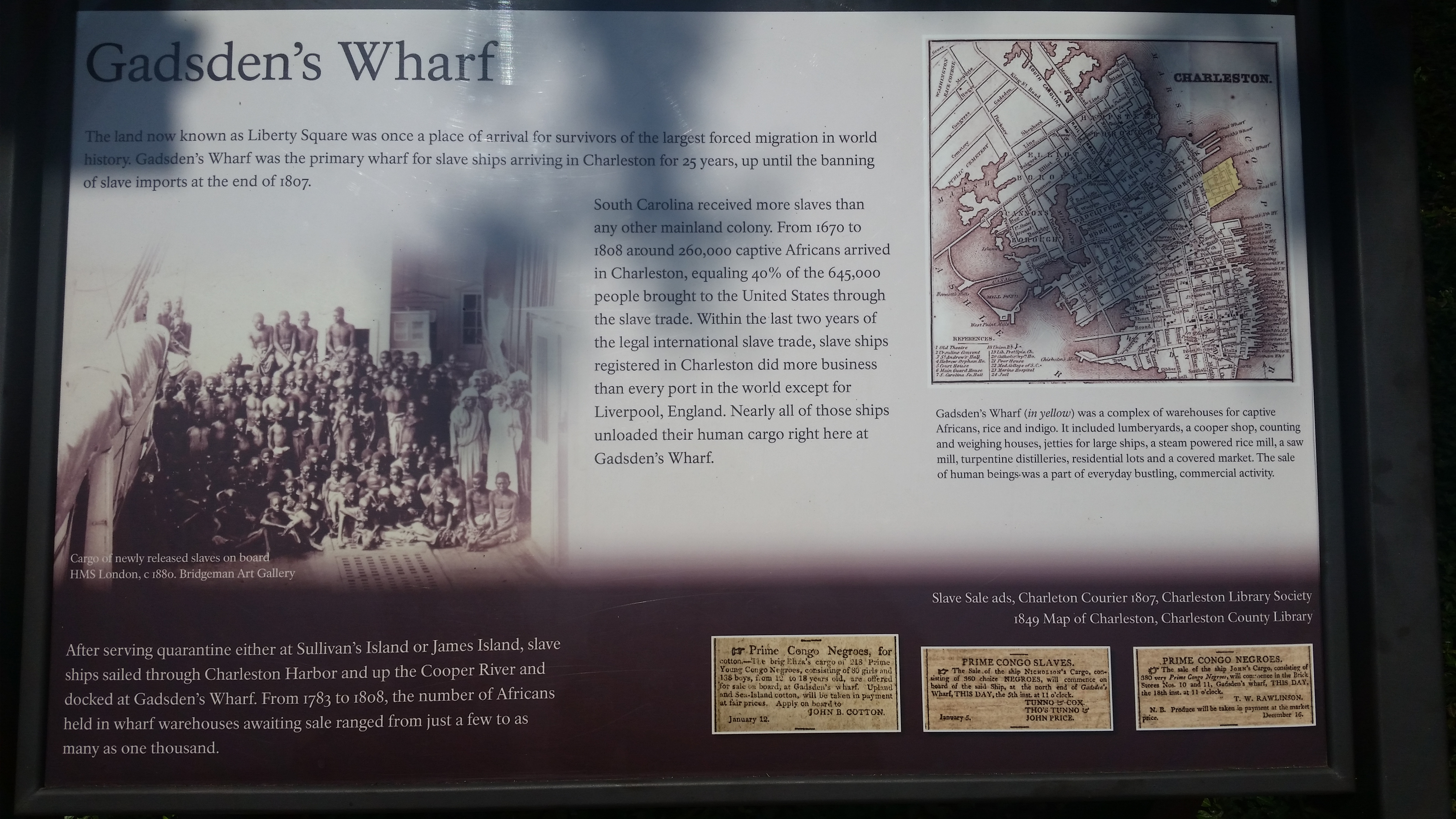
描绘加兹登码头的国家公园管理局标记

1776年2月，南卡罗来纳总统约翰·拉特利奇任命加茲登为准将，负责该州的军事力量。当英軍准备进攻查尔斯顿时，查爾斯·李少将下令棄守外围阵地，遭到拉特利奇和其他官员的反對，双方最終在意見上达成妥协。當威廉·慕特里在沙利文岛准备防御时，加兹登出钱并由他的团建造了一座桥，以便在阵地受到威胁时逃生。此後，英軍被击退。
1778年，加兹登擔任南卡罗来纳州会议的成员，參與起草了新的州宪法。1780年1月，加兹登接替因外出担任大陆会议议员的托马斯·比出任副州长，任期两年。

加茲登設計的響尾蛇旗

1780 年，英国人围攻查尔斯顿时，委员会主席约翰·拉特利奇逃往北卡罗来纳，預備在查爾斯頓陷落後籌組“流亡政府”。加兹登和州長罗林斯·朗德斯則選擇留下。本傑明·林肯将军于5 月12日率領大陆军驻军向英軍將領亨利·克林顿將軍投降，与此同时加兹登代表政府宣布投降。他在假释期间被送回查尔斯顿的家中:69–70。

## 战俘生活
克林顿返回纽约后，英国在北美南部的新任指挥官查尔斯·康沃利斯将军改变了戰俘處理規定。1780 年 8 月 27 日，他逮捕了大约 20 名正在假释的文官，他們以囚犯身分被押上一艘船，並被带到佛罗里达州的圣奥古斯丁。当他们抵达时，总督帕特里克·托宁（Patrick Tonyn）提出，如果他们愿意放弃假释，该镇就可以獲得自由。大多数人都接受了，但加兹登拒绝了，声称英国人已经违反了一次假释规定，他不能向虚假的制度承诺。结果，他在西班牙古堡圣马科斯城堡的一间囚室里被单独監禁42周。1781年获释后，他们被商船送往费城。一到费城，加兹登就得知康沃利斯的部下巴纳斯特·塔尔顿在考彭斯战败，康沃利斯随后向约克敦进发的消息。加兹登匆忙赶回家乡，帮助南卡罗来纳重組文官政府。

## 晚年生活
加兹登被送回当时在杰克逊伯勒举行会议的南卡罗来纳州众议院。在这次会议上，州長伦道夫和事实上的总统拉特利奇雙雙辭職。加兹登当选为州长，但他认为自己必须拒绝。他的健康状况因监禁而受到影响，而當時英国人尚未放弃查尔斯顿，因此需要一位激進活躍的州长。1782 年，约翰·马修斯（John Mathews）成为新州長。1788年加兹登擔任全國代表大會的成员，并投票赞成批准了《美国宪法》。

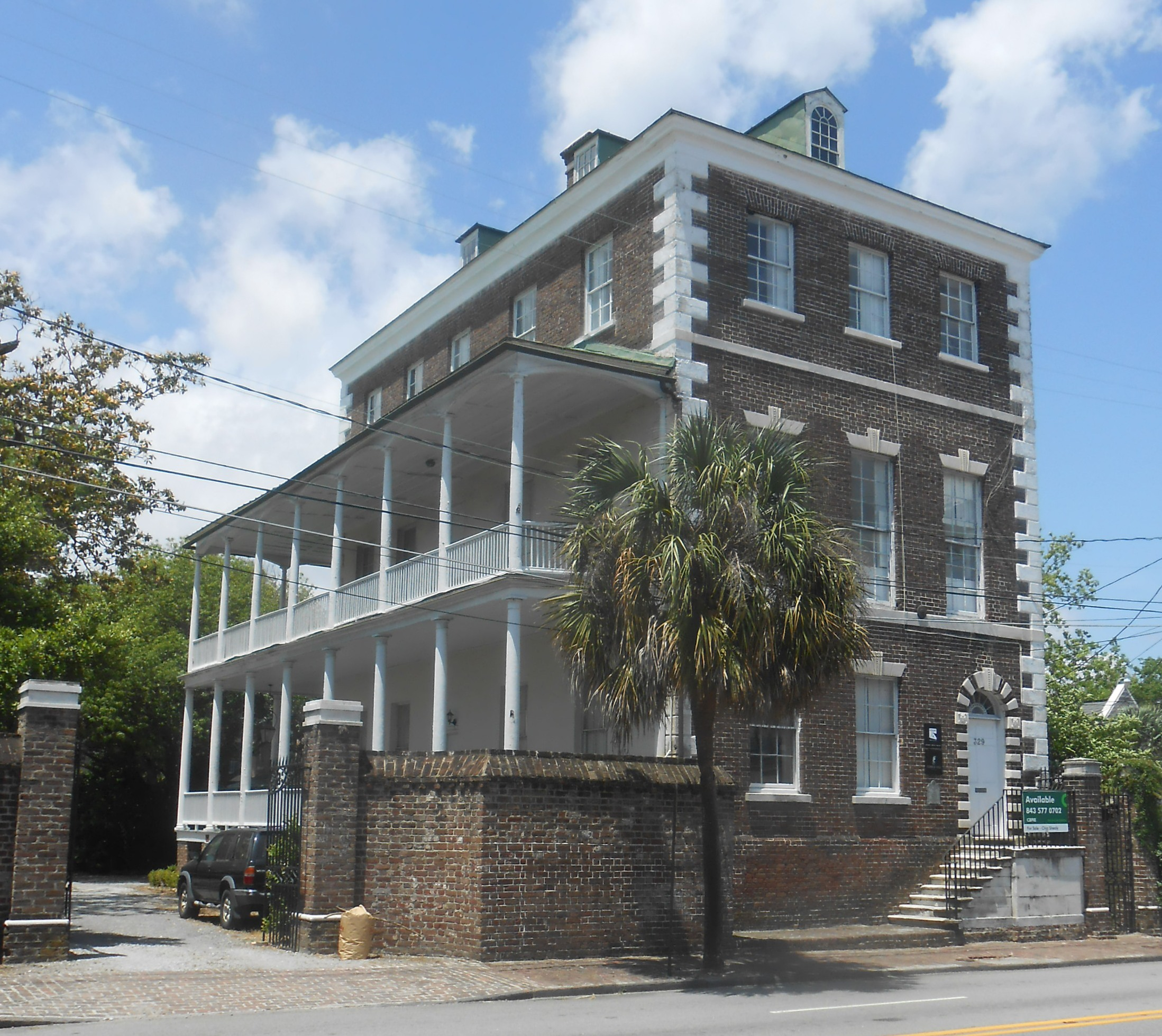
克里斯托弗·加兹登 (Christopher Gadsden) 在东湾街 329 号的三层房。

1798 年，他在查尔斯顿的安森伯勒区东湾街 329 号建造了一座气势恢宏的房子，並由加茲登家族保有了一个多世纪；著名铁匠菲利普·西蒙斯（Philip Simmons）建造了房子的大门，大门上的蛇形图案取自加兹登设计的 「不要壓迫我」（Don't Tread on Me）旗帜。
加兹登结过三次婚，与第二任妻子育有四个孩子。亚利桑那州加兹登购地案以他的孙子詹姆斯·加兹登命名。另一位孙子克里斯托弗·爱德华兹·加兹登是美国圣公会南卡罗来纳州第四任主教。
1805 年 8 月 28 日，加兹登在查尔斯顿的家附近意外跌倒，因头部受伤后不治身亡，葬于当地的圣菲利普教堂墓地。

## 政治觀點

### 狂热的爱国主义运动者
加兹登是「自由之子」的成员和该组织在查尔斯顿的领导人物。他长期致力于捍卫和争取美国的自治，反对一切对美国人民权利的威胁，反对英国征税和议会至上主义（Parliamentary supremacy）。有时候，这种对英国殖民的反抗甚至在当时看来有些极端：他曾提议否决自1763年以来的所有英国议会立法，并呼吁对停泊在美国水域的英国皇家海军进攻，让各殖民地做好备战工作。

### 对奴隶制的看法
加兹登大力支持反对奴隶制并提倡逐步废除奴隶制的约翰·亚当斯。然而，據美國国家公园管理局紀錄，“到 1774 年時，[克里斯托弗·加兹登] 已拥有四家商店、數艘商船、两座水稻种植园、一个座落於查尔斯顿的名为加兹登伯勒的住宅区，以及库珀河上的一个大型码头。” 在當時的所有英屬美洲殖民地中，數南卡罗来纳接收的黑奴數量最多，而這之中有大部分就是通過加兹登的码头上岸。 和南卡罗来纳州的许多水稻种植园主一樣，加兹登也拥有大批奴隶，他们利用黑奴劳动力来种植和销售农产品。凯尔西·埃尔德里奇在《被遗忘的创始人：克里斯托弗·加兹登的一生与遗产》（A Forgotten Founder: The Life and Legacy of Christopher Gadsden）一书中指出，儘管無法準確地知道加茲登到底购买、拥有或使用了多少奴隶，“在他去世时，所擁有的奴隶足以‘将我名下的不动产、个人财产、黑奴分成十九個等分’” 。 有评论家指出，由于加兹登是一名商人并持有奴隶，此前认为加兹登对奴隶制态度暧昧的观点充其量是复杂的，而且很有可能是错误的。正如许多参与独立斗争的美國人普遍认为的那样，自由和自由的概念并不包括被奴役的黑人。

## 延伸阅读
- 小斯坦利·E·戈德博德 & 罗伯特·伍迪 (1983)，《克里斯托弗·加兹登和美国革命》，田纳西大学出版社。ISBN 0-87049-363-9；
- 丹尼尔·麦克唐纳 (2000)。《克里斯托弗·加兹登和亨利·劳伦斯：两位美国爱国者的平行生活》，Associated University Presses，ISBN 1-57591-039-X ；
- 理查德·沃尔什 （编）（1996），《克里斯托弗·加兹登的著作，1746-1805年》，南卡罗来纳大学出版社。
- Lewis, J.D. .   [March 25, 2019]. （原始内容存档于2023-06-07）.

## 外部連結
- Chisholm, Hugh (编). .  11 (第11版). London: Cambridge University Press: 383–384. 1911.

| 官衔             | 官衔                         | 官衔               |
| ---------------- | ---------------------------- | ------------------ |
| 前任： 托马斯·比 | 南卡羅來納州副州長 1780–1782 | 繼任： 理查德·赫森 |